# Sněmovna států
Sněmovna států (hindsky राज्य सभा – Rádžja sabha) je horní komora indického parlamentu. Společně se Sněmovnou lidu (Lók sabha) tak tvoří zákonodárný orgán Indické republiky. Dle indické ústavy má nejvýše 250 členů, přičemž podle současných zákonů jich je 245. Dvanáct může jmenovat indický prezident coby odborníky v určených oblastech, mj. vědě nebo literatuře. Zbylých 233 je voleno parlamenty indických svazových států a teritorií a to systémem jednoho přenosného hlasu.

## Počet mandátů jednotlivých států a teritorií
Teritoria bez vlastního parlamentu nejsou v Sněmovně států reprezentována. Jedná se o Andamany a Nikobary, Čandígarh, Dádra a Nagar Havélí a Daman a Díu, Ladak a Lakadivy. Počet mandátů zbylých teritorií a států je v následující tabulce
| Svazový stát nebo teritorium | Mandátů |
| ---------------------------- | ------- |
| Ándhrapradéš                 | 11      |
| Arunáčalpradéš               | 1       |
| Ásám                         | 7       |
| Bihár                        | 16      |
| Čhattísgarh                  | 5       |
| Džammú a Kašmír              | 4       |
| Džhárkhand                   | 6       |
| Goa                          | 1       |
| Gudžarát                     | 11      |
| Harijána                     | 5       |
| Himáčalpradéš                | 3       |
| Karnátaka                    | 12      |
| Kérala                       | 9       |
| Madhjapradéš                 | 11      |
| Maháráštra                   | 19      |
| Manípur                      | 1       |
| Méghálaj                     | 1       |
| Mizóram                      | 1       |
| Nágáland                     | 1       |
| Dillí                        | 3       |
| Puduččéri                    | 1       |
| Paňdžáb                      | 7       |
| Rádžasthán                   | 10      |
| Sikkim                       | 1       |
| Tamilnádu                    | 18      |
| Telangána                    | 7       |
| Tripura                      | 1       |
| Urísa                        | 10      |
| Uttarpradéš                  | 31      |
| Uttarákhand                  | 3       |
| Západní Bengálsko            | 16      |
| Celkem                       | 233     |